# 차타누가 폭소 열차
차타누가 폭소 열차(Chattanooga Choo Choo)는 미국에서 제작된 브루스 빌슨 감독의 1984년 코미디 영화이다. 바바라 에덴 등이 주연으로 출연하였고 조지 에드워즈 등이 제작에 참여하였다.

## 출연

### 주연
- 바바라 에덴
- 조지 케네디
- 멜리사 수 앤더슨
- 조 나마스
- 브리짓 핸리
- 크리스토퍼 맥도날드
- 크루 굴레이저

### 조연
- 팔리 베어
- 토니 아지토
- 제임스 호런
- 프로페서 토루 타나카
- 폴 브리니가
- 존 스테드먼